# Neumoegenia
Neumoegenia là một chi bướm đêm thuộc họ Noctuidae.

## Loài
- Neumoegenia albavena (Ottolengui, 1898)
- Neumoegenia coronides (Druce, 1889)
- Neumoegenia poetica Grote, 1882